# Gromada Pstrążna
Die Gromada Pstrążna war eine Verwaltungseinheit in der Volksrepublik Polen zwischen 1954 und 1972. Verwaltet wurde die Gromada vom Gromadzka Rada Narodowa, dessen Sitz in Pstrążna befand und aus 24 Mitgliedern bestand.

Die Gromada Pstrążna gehörte zum Powiat Rybnicki in der Woiwodschaft Katowice (damals Stalinogród) sie bestand aus den Dörfern  Dzimierz, Łańce, Pstrążna, Rzuchów, Żytna und einigen Flächen aus der Nowa Wies die zuvor bereits Gromadas waren in der aufgelösten Gmina Lyski.

Mit der Gebietsreform zum 1. Januar 1973 wurde die Gromada Pstrążna aufgelöst und die wiedergebildete Gmina Lyski eingegliedert.